# Osowce (gmina)
Osowce – dawna gmina wiejska istniejąca do 1939 roku w woj. poleskim (obecnie na Białorusi). Siedzibą władz gminy były Osowce (260 mieszk. w 1921 roku).
Początkowo gmina należała do powiatu kobryńskiego. 12 grudnia 1920 r. została przyłączona do nowo utworzonego powiatu drohickiego pod Zarządem Terenów Przyfrontowych i Etapowych. 19 lutego 1921 r. wraz z całym powiatem weszła w skład nowo utworzonego województwa poleskiego. 1 stycznia 1926 roku część obszaru gminy Osowce przyłączono do gminy Drohiczyn. 18 kwietnia 1928 roku do gminy przyłączono część zniesionej gminy Worocewicze. 
Po wojnie obszar gminy Osowce wszedł w struktury administracyjne Związku Radzieckiego.